# Nothing's Too Good For My Baby
Pour les articles homonymes, voir Nothing's Too Good For My Baby (homonymie).
Singles de Stevie Wonder
Uptight (Everything's Alright)
(1965) Blowin' in the Wind
(1966)
Nothing's Too Good For My Baby est une chanson de Stevie Wonder diffusée en single en mars 1966 chez Tamla Records.
La face B du single contient With a Child's Heart qui atteint également le top 10 du classement Billboard R&B.

## Contexte
À la fin de l'année 1965, Stevie Wonder avait sorti avec succès le single Uptight (Everything's Alright). Fort du hit obtenu, Motown presse Wonder de retourner en studio et associe le trio Henry Cosby, Sylvia Moy et William "Mickey" Stevenson qui créent Nothing's Too Good For My Baby.
Enregistré en janvier 1966, le nouveau single sort le 24 mars (référencé T-54130), accompagné en face B de With a Child's Heart, qui atteindra également le top 10 du classement Billboard R&B.
À la suite des bons résultats obtenus pour ces deux derniers singles, la Motown décidera de sortir un album en mai 1966, Up-Tight.

### Crédits
- Stevie Wonder : chant
- Benny Benjamin (en) : batterie[2]
- Henry Cosby, William "Mickey" Stevenson : production

## Format
| Nothing's Too Good For My Baby - 45 tours - Tamla Records - réf. T 54130 | Nothing's Too Good For My Baby - 45 tours - Tamla Records - réf. T 54130 | Nothing's Too Good For My Baby - 45 tours - Tamla Records - réf. T 54130 | Nothing's Too Good For My Baby - 45 tours - Tamla Records - réf. T 54130 | Nothing's Too Good For My Baby - 45 tours - Tamla Records - réf. T 54130 | Nothing's Too Good For My Baby - 45 tours - Tamla Records - réf. T 54130 | Nothing's Too Good For My Baby - 45 tours - Tamla Records - réf. T 54130 | Nothing's Too Good For My Baby - 45 tours - Tamla Records - réf. T 54130 | Nothing's Too Good For My Baby - 45 tours - Tamla Records - réf. T 54130 | Nothing's Too Good For My Baby - 45 tours - Tamla Records - réf. T 54130 |
| No                                                                       | Titre                                                                    | Auteur                                                                   | Durée                                                                    |                                                                          |                                                                          |                                                                          |                                                                          |                                                                          |                                                                          |
| ------------------------------------------------------------------------ | ------------------------------------------------------------------------ | ------------------------------------------------------------------------ | ------------------------------------------------------------------------ | ------------------------------------------------------------------------ | ------------------------------------------------------------------------ | ------------------------------------------------------------------------ | ------------------------------------------------------------------------ | ------------------------------------------------------------------------ | ------------------------------------------------------------------------ |
| 1.                                                                       | Nothing's Too Good For My Baby                                           | Henry Cosby, Sylvia Moy, William "Mickey" Stevenson                      | 2:39                                                                     |                                                                          |                                                                          |                                                                          |                                                                          |                                                                          |                                                                          |
| 2.                                                                       | With a Child's Heart                                                     | H. Cosby, S. Moy, Victoria Marie Basemore                                | 2:58                                                                     |                                                                          |                                                                          |                                                                          |                                                                          |                                                                          |                                                                          |
| 5:37                                                                     |                                                                          |                                                                          |                                                                          |                                                                          |                                                                          |                                                                          |                                                                          |                                                                          |                                                                          |

## Classement
| Classement (1966)              | Meilleure position |
| ------------------------------ | ------------------ |
| États-Unis (Billboard Hot 100) | 20                 |
| États-Unis (R&B Singles)       | 4                  |

## Reprises
Informations issues de SecondHandSongs, sauf mentions complémentaires.
- Sandy Nelson, sur Superdrums (1966)
- The Mojo Blues (no), en single (1966)[9]
- The Remo Four (en), sur Smile! (1967)
- Ernie Watts, sur The Wonder Bag (1970)
- The Truth (en), une reprise live présente sur leur single Confusion (1983)
- Ray Gelato (en) & Kai Hoffman, sur Hey Boy! Hey Girl! (2011)

### Adaptations en langues étrangères
| Année | Langue  | Titre            | Adaptation    | Interprète(s) |
| ----- | ------- | ---------------- | ------------- | ------------- |
| 1970  | Tchèque | Podzemní autobus | Vladimír Čort | Flamingo      |